# Ложноежовик
Ложноежови́к, псевдоежови́к или псевдоги́днум (лат. Pseudohydnum) — род грибов из отдела Базидиомикота. Единственный вид рода — ложноежовик студени́стый, или ледяно́й гриб (Pseudohydnum gelatinosum), распространённый в Евразии, Америке и Австралии.
Плодовые тела ложноежовика желеобразные, с вееровидной или языковидной шляпкой белого цвета, иногда просвечивающие. 
Нижняя поверхность шляпки покрыта мелкими белыми шипиками. 
Произрастают на разлагающейся древесине хвойных и некоторых лиственных деревьев.

## Описание
Плодовые тела ложноежовика ложковидной, вееровидной или языковидной формы. 
Шляпка взрослых грибов обычно достигает 7,5 см в диаметре, толстая, с подвёрнутым краем. Верхняя поверхность шляпки гладкая или бархатистая, окрашена в беловатые, сероватые или буроватые тона, с возрастом темнеет. 
Гименофор (нижняя поверхность шляпки, на которой образуются споры) состоит из мягких коротких белых или сероватых, реже голубоватых, полупрозрачных шипиков. 
Ножка у грибов, произрастающих на горизонтальной поверхности, заметная, более или мене центральная, до 5 см длиной. В остальных случаях ножка развита слабо, эксцентрическая, иногда отсутствует вовсе. 
Мякоть студенистая, мягкая, полупрозрачная, с пресными или слабыми смолистыми запахом и вкусом.
Споровый порошок ложноежовика белого цвета. Споры неокрашенные, эллиптической, реже почти сферической формы, с гладкими поверхностями стенок, неамилоидные (то есть не меняющие цвет при контакте с йодом). Размеры спор варьируют в пределах 5—6×4,5—5,5 мкм. Базидии с 4 стеригмами, удлинённо-грушевидной формы, септированные. Цистиды отсутствуют.

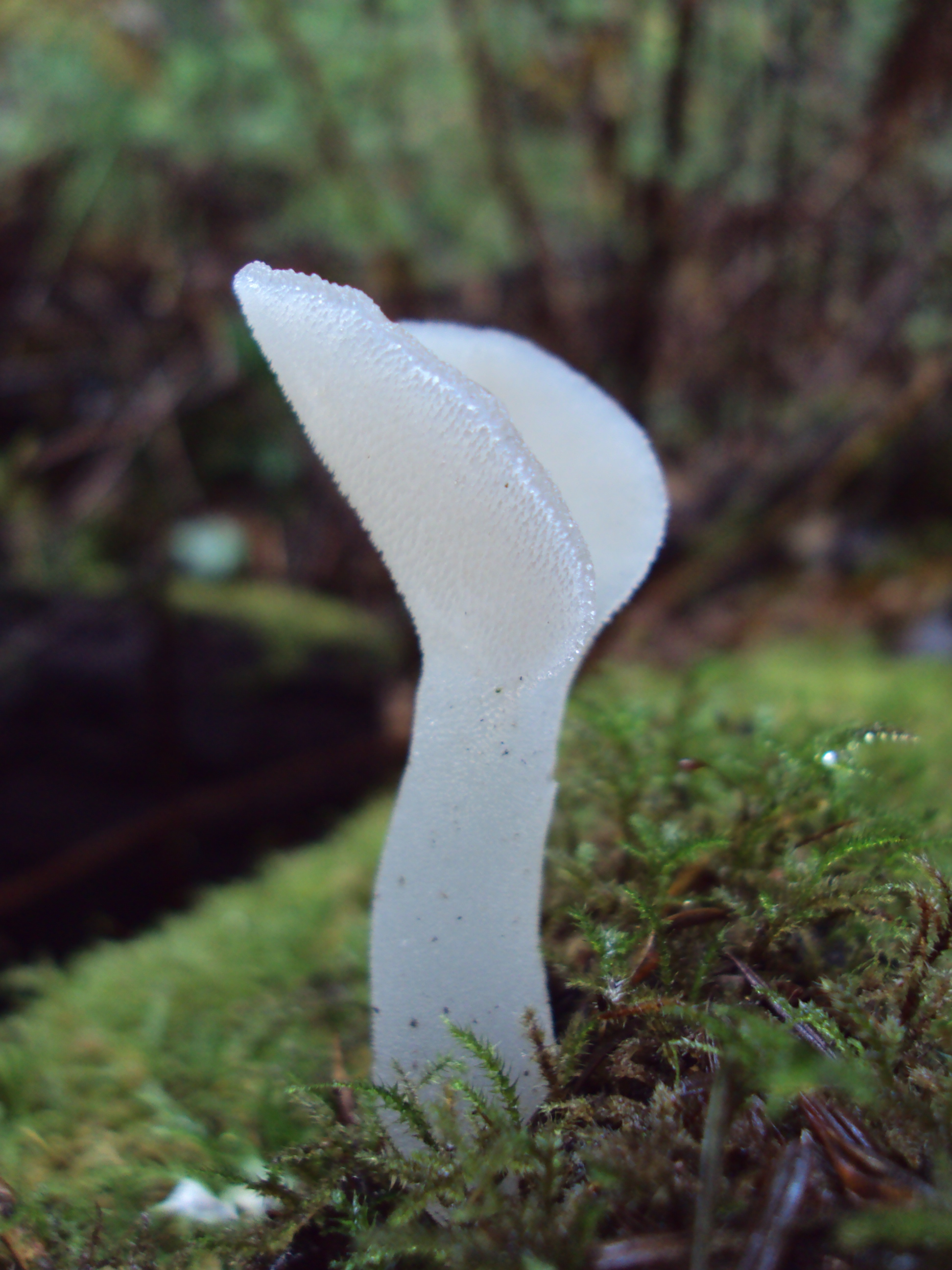
Размер ножки у плодовых тел гриба может сильно варьировать в зависимости от места произрастания

### Практическое значение
В европейской литературе ложноежовик студенистый чаще всего причисляется к несъедобным грибам. Американский миколог Уильям Руди считает его съедобным даже в сыром виде, однако отмечает, что ложноежовик редко употребляется в пищу из-за безвкусной мякоти.

## Сходные виды
Ложноежовик студенистый легко определяется по белым или полупрозрачным плодовым телам с мелкими шипиками на нижней поверхности. От ежовиков (грибов с шиповатым гименофором) отличается студенистой мякотью. Ложноежовик студенистый — единственный гриб из класса Tremellomycetes, обладающий шиповатым гименофором.

## Экология и ареал
Ложноежовик студенистый — древесный сапротроф. Произрастает обычно небольшими, реже довольно крупными группами или одиночно, на гниющих, иногда влажных, пнях и стволах различных хвойных деревьев, а также эвкалиптов. Широко распространён по всей Евразии и Северной Америке, также известен из нескольких штатов на юге и востоке Австралии.

## Таксономия и история наименования
Впервые Ложноежовик студенистый был описан итальянским микологом Джованни Антонио Скополи в 1772 году в книге Flora Carniolica. Скополи поместил его в род Hydnum, объединявший в то время все грибы, имеющие шипики на нижней поверхности плодовых тел, и дал ему видовой эпитет «gelatinosum», что значит «студенистый», «желеобразный». Этот вид был выделен в отдельный род Pseudohydnum Петером Адольфом Карстеном в 1868 году. Научное название рода происходит от др.-греч. ψευδής — «ложный» и названия рода Hydnum.

### Синонимы
В синонимику рода Pseudohydnum включены следующие названия:
- Hydnogloea Curr., 1871
- Hydnum sect. Tremellodon Pers., 1825
- Tremellodon (Pers.) Fr., 1874

Вид Pseudohydnum gelatinosum разными исследователями был отнесён к различным родам. По отношению к этому виду употреблялись следующие названия:
- Exidia gelatinosa (Scop.) P.Crouan & H.Crouan, 1867
- Hydnogloea gelatinosa (Scop.) Curr. ex Berk., 1873
- Hydnum auriculatum Fr., 1838
- Hydnum clandestinum Batsch, 1783
- Hydnum gelatinosum Scop., 1772
- Steccherinum gelatinosum (Scop.) Gray, 1821
- Tremellodon auriculatus (Fr.) Fr., 1874
- Tremellodon gelatinosus (Scop.) Fr., 1874